# Station Oborzyska Stare
Station Oborzyska Stare is een spoorwegstation in de Poolse plaats Stare Oborzyska.